# Manga-Magazin
Ein Manga-Magazin (japanisch 漫画雑誌 Mangazasshi) ist eine Zeitschrift, in der in regelmäßigen Abständen einzelne Kapitel japanischer Comic-Serien (Manga) veröffentlicht werden. Je nach Zielgruppe des Magazins werden die Manga in die Kategorien Shōnen, Shōjo, Seinen und Josei eingeteilt. Mit der Zeit haben sich auch Magazine für spezielle Interessen wie Hentai, Mah-Jongg oder Pachinko entwickelt.
In Japan erscheinen die oft telefonbuchdicken Magazine in meist wöchentlichen oder monatlichen Abständen und umfassen 200 bis über 1000 Seiten, auf denen Kapitel von zehn bis 40 Serien dargestellt werden. Sie sind für umgerechnet zwei bis fünf Euro an jedem Zeitungsstand erhältlich, haben eine schlechte Papier- und Druckqualität, enthalten mehrere Farbseiten und werden oft nach dem Lesen weggeworfen. Manchen Magazinen liegen auch regelmäßig Furoku (Extras) wie Figuren, Stifte, Notizbücher oder Nagellack bei. Manga-Magazine machen etwa 70 Prozent des japanischen Manga-Marktes aus. Für die Mangaka (Zeichner der Comics) stellen allerdings wöchentlich erscheinende Serien mit ca. 20 Seiten pro Woche oft eine große Herausforderung dar.
Das meistgekaufte japanische Manga-Magazin ist das Shōnen Jump, das zu seinen Spitzenzeiten Mitte der 1990er eine Auflage von über sechs Millionen Stück pro Woche hatte. Weitere bekannte Magazine sind das Ribon von Shūeisha, Shōnen Sunday und Big Comic von Shogakukan, Hana to Yume von Hakusensha oder Shōnen Magazine und Morning vom Verlag Kodansha. Letzterer veröffentlicht derzeit mehr als 20 verschiedene Manga-Magazine. Die großen Verlage machen durch die Veröffentlichung der Magazine in der Regel keine Gewinne, sondern sehen diese mehr als Werbung für die Taschenbuchausgaben (Tankōbon) der in den Magazinen erscheinenden Manga-Serien.
Auch international haben sich ähnliche Magazine entwickelt. 2001 erschien in Deutschland das BANZAI!-Magazin nach Vorbild des Shōnen Jump beim Carlsen Verlag. Das Schwestermagazin der BANZAI! war die Daisuki. Der Verlag Egmont Manga & Anime verlegte mit Manga Power und Manga Twister ebenfalls Manga-Magazine. Alle deutschen Magazinformate erschienen monatlich und entstanden in Zusammenarbeit mit japanischen Verlagen. So die BANZAI! mit Shūeisha, die Daisuki mit Hakusensha, die Manga Power mit Kodansha und der Manga Twister mit Shogakukan. Sie wurden mittlerweile alle eingestellt, teils aufgrund lizenzrechtlicher Probleme oder mangelnder Verkaufszahlen.
Im März 2025 startete in Deutschland mit Manga Issho vom Altraverse-Verlag ein neues Manga-Magazin. In Zusammenarbeit mit anderen europäischen Verlagen veröffentlicht das Magazin ausschließlich Werke von europäischen Mangaka und Autoren, um diese auf dem Kontinent bekannter zu machen. Das Magazin erscheint in den jeweiligen Landessprachen in Deutschland, Frankreich/Belgien, Italien und Spanien.